# 圣斐理伯·内利堂 (博洛尼亚)
圣斐理伯·内利堂（Oratory of San Filippo Neri）是博洛尼亚市中心一个经过修复的晚期巴洛克式宗教建筑。它位于曼佐尼街（Via Manzoni）。该堂是由毗邻的加列拉圣母堂（Madonna di Galliera）的祭衣间扩建而成。该堂现在称为“加列拉圣母暨圣斐理伯·内利堂”（Chiesa di Filippini Madonna di Galliera e Filippo Neri）。

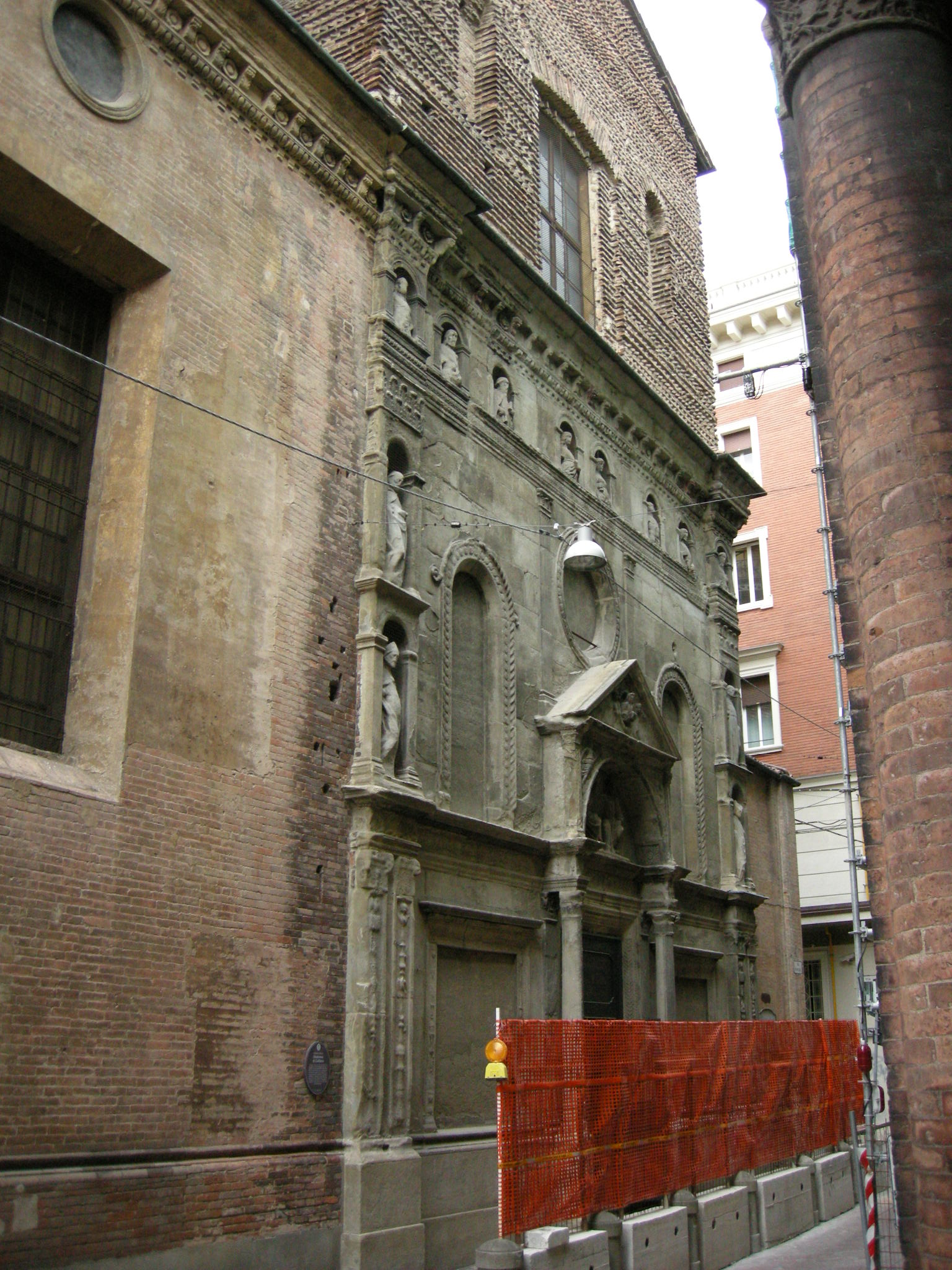
加列拉圣母堂的文艺复兴立面

## 历史
该堂最初是由司铎祈祷会（Oratorians of St Phillip Neri）委托的。在18世纪初（1723-1733年），一系列艺术家参与了装饰，包括建筑师阿方索·托雷吉尼亚尼、雕塑家安杰洛·皮埃，和画家弗朗切斯科·蒙蒂。
1866年，司铎祈祷会这个宗教组织被取缔，该堂一度改为兵营。1900年重新祝圣，回复宗教用途。在第二次世界大战期间，原建筑几乎被盟军的轰炸彻底摧毁， 1997-1999年使用旧照片进行重建。.
博洛尼亚的另一个类似的巴洛克小堂是圣嘉禄堂（Oratorio di San Carlo）。